# Caraibodesmus acutipes
Caraibodesmus acutipes är en mångfotingart som beskrevs av Loomis 1975. Caraibodesmus acutipes ingår i släktet Caraibodesmus och familjen Chelodesmidae. Inga underarter finns listade i Catalogue of Life.